# Neige Sinno
Neige Sinno (Vars, 1977. május 22. –) francia regényíró és memoáríró. Megnyerte a Prix Goncourt des Lycéens-t, a Femina-díjat és a Strega Európai Díjat.

## Élete
A Yale Egyetemen tartott előadásokat. Michoacánban él.

## Művei
- La Vie des Rats, La Tangente, 2007
- Le Camion, Christophe Lucquin éditeur, 2018
- Triste Tigre, Paris, P.O.L, 2023 [10]
  - Sad Tiger fordító Natasha Lehrer, 2025. ISBN 978-1-64421-467-1 [11][12]
- La Realidad, Paris, P.O.L, 2025

### Magyarul megjelent
- Nyomorult tigris (Triste tigre) – Park, Budapest, 2025 · ISBN 9789636331436 · Fordította: Kiss Kornéla

## Fordítás
- Ez a szócikk részben vagy egészben  a   Neige Sinno című angol Wikipédia-szócikk ezen változatának fordításán alapul.  Az eredeti cikk szerkesztőit annak laptörténete sorolja fel. Ez a jelzés csupán a megfogalmazás eredetét és a szerzői jogokat jelzi, nem szolgál a cikkben szereplő információk forrásmegjelöléseként.